# Tomorrow (série de TV)
Tomorrow (hangul: 내일; hanja: 來日; rr: Naeil) (bra: Amanhã) é uma série de televisão sul-coreana dirigida por Kim Tae-yoon e Sung Chi-wook, e estrelada por Kim Hee-sun, Rowoon, Lee Soo-hyuk e Yoon Ji-on. Baseada em uma webtoon publicada no Naver em 2017, a série retrata os anjos do submundo que costumavam guiar os mortos, mas agora possuem o papel de salvar aqueles que não desejam mais viver. Ela estreou na MBC TV em 1º de abril de 2022 e foi ao ar todas as sextas e sábados, às 21h50 (KST), totalizando 16 episódios. Também está disponível para streaming na Netflix.

## Sinopse
Choi Joon-woong (Rowoon) é um jovem em busca de trabalho que não consegue garantir estabilidade nos empregos que arranja. Através de um acidente, ele conhece os ceifadores Koo Ryeon (Kim Hee-sun) e Lim Ryung-gu (Yoon Ji-on) que têm a tarefa de prevenir com que as pessoas tirem as próprias vidas, nisso, ele trabalha com a dupla como um recrutado.

## Elenco

### Principal
- Kim Hee-sun como Koo Ryeon
  - Kal So-won como Koo Ryeon jovem[10]

Uma ceifadora e líder da equipe do Jumadeung. Esposa de Park Joong-Gil em sua vida passada.
- Rowoon como Choi Joon-woong
  - Kim Ra-on como Choi Joon-woong jovem

Um jovem a procura de emprego na cidade e o novo funcionário contratado da Jumadeung.
- Lee Soo-hyuk como Park Joong-gil
  - Park Sang-hoon como Park Joong-gil jovem[13]

O líder da equipe "Grim Reaper" que guia os mortos em Jumadeung e é uma pessoa de princípios rígidos. Marido de Koo Ryeon em sua vida passada.
- Yoon Ji-on como Lim Ryung-gu
  - Seo Yoon-hyuk como Lim Ryung-gu jovem

O subgerente da equipe do Jumadeung.
- Kim Hae-sook como a Imperatriz de Jade

A diretora da Jumadeung, uma organização que lida com o submundo.

### De apoio

#### Pessoas relacionadas a Jumadeung
- Moon Seo-yoon como Jeon Su-in

Funcionária membro da equipe "Grim Reaper" do Jumadeung.
- Kim Nu-ri como Jang Jae-hee

Funcionária membro da equipe "Grim Reaper" do Jumadeung.

#### Pessoas ao redor de Choi Joon-woong
- Yoon Yoo-sun como Jeong-im, mãe de Choi Joon-woong
- Kim Seo-yeon como Choi Min-yeong, irmã mais nova de Joon-woong.[19]
- Kwon Hyuk como pai de Joon Woong

### Estendido
Incidente de Noh Eun-bi (Ep. 1–2)
- Jo In como Noh Eun-bi

Uma roteirista de televisão workaholic que é vítima de violência escolar.
- Kim Chae-eun como Kim Hye-won

Um popular escritor de webtoon que é o autor da violência escolar contra Eun-bi.
- Jung Yun-sol como Kwon Dan-ah, amiga de Noh Eun-bi.
- Seo Young-bin como produtor da emissora de TV onde Noh Eun-bi trabalha.
- Jang Ji-eun como um amigo de Kim Hye-won.
- Sun Arin como um amigo de Kim Hye-won.

Incidente de Namgoong Jae-su (Ep. 3–4)
- Ryu Sung-rok como Namgoong Jae-su, amigo próximo de Joon-woong.[22]
  - Kim Ji-hoon como Namgoong Jae-su jovem
- Kim Kyung-min como Namgoong Hyun, pai de Namgoong Jae-su
- Im Sae-byeok como a mãe de Namgoong Jae-su
- Kwak Ja-hyung como Kim Woong-jun.[23]

Incidente de Kang Woo-jin (Ep. 4–5)
- Kang Seung-yoon como Kang Woo-jin, um cantor-compositor[24]
  - Shin Seo-woo como Kang Woo-jin jovem
- Lee No-ah como Heo Na-young[25]

Esposa de Kang Woo-jin que morreu em um acidente.
- Min Eung-Sik como pai de Heo Na-young
- Kang Joo-Hee como mãe de Heo Na-young

Incidente de Lee Young-cheon (Ep. 6)
- Jeon Moo-song como Lee Young-cheon, veterano da Guerra da Coreia.[26]
  - Lee Jung-jun como Lee Young-cheon jovem
- Jung Chung-gu como dono do ferro-velho
- Lee Kyu-Seop como um gangster
- Kim Jeong-cheol como Kim Dong-shil, colega de batalhão de Lee Young-cheon na guerra

Incidente de Shin Ye-na (Ep. 7)
- Han Hae-in como Shin Ye-na, funcionária da equipe de marketing do SP Beauty[27]
- Kim Min-so como Jung Bo-ram, funcionária da equipe de marketing do SP Beauty[28]
- Kim Heung-rae como líder da equipe de marketing do SP Beauty[28]
- Yang Jae-hyun como Kim Yong-jun, como um funcionário da SP Beauty
- Jo Seung-yeon como Lee Dong-ja, uma mãe trabalhadora[28]
- Noh Ha-yeon como Yewon, filha de Lee Dong-ja.

Incidente do Suicídio de Broker (Ep. 8)
- Min Jin-woong como Song Jin-ho (a.k.a. Betamale)[29]
- Jung Se-Hyun como Sunset
- Shin Chi-Young como Goodbye

Incidente de Kim Kong (Ep. 9)
- Kim Kong, um cachorro idoso que não tem muito tempo de vida e fuge de casa
- Cha Hak-yeon como Kim Hoon, o dono do Kong[30]
  - Lee Kyung-hoon como Kim Hoon jovem

Incidente dos Gêmeos (Ep. 10)
- Gong Jae-hyun como Cha Yoon-jae, irmão gêmeo  de Yoon-hee.[31]
- Lee Ji-won como Cha Yoon-hee, irmã gêmea de Yoon-jae, ela foi vítima de estupro.[32]
- Kim Jun-kyung como Tak Nam-il, estudante de medicina e o estuprador de Yoon-hee.[33]

Incidente de Lim Yu-hwa (Ep. 11–12)
- Min Ji-ah como Lim Yu-hwa[34]
  - Jeon Eun-joo Lim Yu-hwa jovem (última encarnação)

Uma mulher que perdeu seu filho recém-nascido. Ela era a mãe de Lim Ryung-gu em sua vida passada.
- Lee Ki-hyuk como Park Hae-il, marido de Lim Yu-hwa
- Jung Soo-han como Kwon Sang-soo, um funcionário do departamento de vendas da Jumadeung.[35]

Incidente de Yoo Bok-hee (Ep. 13)
- Kim Yong-rim como Yoo Bok-hee
  - Park Yoon-young como Yoo Bok-hee jovem

Uma idosa que pensa ser a responsável por sua amiga Yun-i ter virado uma mulher de conforto durante a ocupação japonesa.
- Kim Young-ok como Lee Jeong-moo
  - Han Ji-hyo como Lee Jeong-moo jovem

Uma mulher de conforto, vítima do exército imperial japonês, que conhece Yun-i.
- Park Hee-jeong como Jeon Bo-yun / Yun-i
  - Lee Seo-yeon como Yun-i

Uma jovem recém-contratada para o time "Grim Reaper" da Jumadeung. Ela foi Yun-i, amiga de Yoo Bok-hee em sua vida passada.
Vida Passada de Koo Ryeon (Ep. 14)
- Koo Si-yeon como Gop-dan, empregada de Koo Ryeon[38]
  - Kim Si-eun como Gop-dan jovem
- Jung Jae-eun como a sogra de Koo Ryeon[38]
- Ha Dong-joon como o pai de Koo Ryeon

Incidente de Ryu Cho-hui (Ep.15–16)
- Kim Si-eun como Ryu Cho-hui, uma idol e atriz popular. Ela era Gop-dan, a empregada de Koo Ryeon em sua vida passada.
- Lee Hye-won como Park Song-yi, uma membro da girl group Ravina. Ela está em conflito com Ryu Cho-hui.[39]
- Kang Joo-eun como a irmã mais nova de Ryu Cho-hui
- Shin Jun-chul como o pai de Ryu Cho-hui

### Participações especiais
- Jeong Jun-ha como Chefe Jeong, o comediante favorito de Noh Eun-bi (Ep. 1–2)[40]
- Bae Jeong-nam como um golpista (Ep. 1)[41]
- Ryu Hye-rin como uma golpista (Ep. 3)[41]
- Park Hoon como Ha Dae-soo, Rei Yeomra, o Grande - rei do inferno (Ep.15-16)[42]

## Produção
No dia 18 de janeiro de 2022, fotos sobre a leitura do roteiro pelo elenco principal foram divulgadas no site dos estúdios.

## Trilha sonora

### Part 1
| Lançado em 2 de abril de 2022 |                     |                |                                   |                |         |  |
| N.º                           | Título              | Letras         | Música                            | Artista        | Duração |  |
| 1.                            | "Red Light"         | J.don          | Park Soo-seok Seo Ji-eun Moon Kim | J.don          | 3:09    |  |
| 2.                            | "Red Light" (Inst.) |                | Park Soo-seok Seo Ji-eun Moon Kim |                | 3:09    |  |
| Duração total:                | Duração total:      | Duração total: | Duração total:                    | Duração total: | 6:18    |  |

### Part 2
| Lançado em 9 de abril de 2022 |                                                              |                |                |                |         |  |
| N.º                           | Título                                                       | Letras         | Música         | Artista        | Duração |  |
| 1.                            | "Don't Leave Me, My Love" (내 곁에서 떠나가지 말아요)        | Han Kyung-Hoon | Han Kyung-Hoon | An Da-eun      | 3:46    |  |
| 2.                            | "Don't Leave Me, My Love" (내 곁에서 떠나가지 말아요; Inst.) |                | Han Kyung-Hoon |                | 3:46    |  |
| Duração total:                | Duração total:                                               | Duração total: | Duração total: | Duração total: | 7:32    |  |

### Part 3
| Lançado em 16 de abril de 2022 |                                                             |                |                |                |         |  |
| N.º                            | Título                                                      | Letras         | Música         | Artista        | Duração |  |
| 1.                             | "My Loneliness Calls You" (나의 외로움이 널 부를 때)        | Jo Dong-hee    | Jo Dong-ik     | Suran          | 4:13    |  |
| 2.                             | "My Loneliness Calls You" (나의 외로움이 널 부를 때; Inst.) |                | Jo Dong-ik     |                | 4:13    |  |
| Duração total:                 | Duração total:                                              | Duração total: | Duração total: | Duração total: | 8:26    |  |

### Part 4
| Lançado em 2 de maio de 2022 |                                      |                |                |                          |         |  |
| N.º                          | Título                               | Letras         | Música         | Artista                  | Duração |  |
| 1.                           | "Still love you" (사랑했었다)        | VIP            | VIP            | Yoo Hwe-seung (N.Flying) | 4:12    |  |
| 2.                           | "Still love you" (사랑했었다; Inst.) |                | VIP            |                          | 4:12    |  |
| Duração total:               | Duração total:                       | Duração total: | Duração total: | Duração total:           | 8:24    |  |

### Part 5
| Lançado em 7 de maio de 2022 |                                        |                       |                       |                |         |  |
| N.º                          | Título                                 | Letras                | Música                | Artista        | Duração |  |
| 1.                           | "My Only One" (내게 단 한 사람)        | Han Seung-hoon Aiming | Han Seung-hoon Aiming | Ben            | 4:22    |  |
| 2.                           | "My Only One" (내게 단 한 사람; Inst.) |                       | Han Seung-hoon Aiming |                | 4:22    |  |
| Duração total:               | Duração total:                         | Duração total:        | Duração total:        | Duração total: | 8:44    |  |

## Audiência
| 1 | 1 de abril de 2022  | 7.6% (8º)  |
| 2 | 2 de abril de 2022  | 3.4% (25º) |
| 3 | 8 de abril de 2022  | 5.4% (13º) |
| 4 | 9 de abril de 2022  | 4.1% (17º) |
| 5 | 15 de abril de 2022 | 3.5% (22º) |
| 6 | 16 de abril de 2022 | 2.7% (28º) |
| 7 | 22 de abril de 2022 | 3.6% (21º) |
| 8 | April 23, 2022      | 3.0% (27º) |
| 9 | 29 de abril de 2022 | 2.9% (27º) |
| 10 | 30 de abril de 2022 | 2.5% (33º) |
| 11 | 6 de maio de 2022   | 2.9% (23º) |
| 12 | 7 de maio de 2022   | 2.7% (29º) |
| 13 | 13 de maio de 2022  | 2.3% (28º) |
| 14 | 14 de maio de 2022  | 3.1% (24º) |
| 15 | 20 de maio de 2022  | 2.4% (27º) |
| 16 | 21 de maio de 2022  | 2.8% (28º) |
| Média | Média               | 3.4%       |
| - Na tabela acima, os números em azul representam a audiência média mais baixa e os números em vermelho representam a audiência média mais alta. - N/A indica que a classificação original não é conhecida. |                     |            |